# 萨利纳
萨利纳（英語：Salina）是位于美国纽约州奥农多加县的一个镇，地处雪城西北部。2010年美国人口普查时，该镇有33,710人。该地历史上盐业发达，其名称即来源于拉丁语中的盐（salina）一词。